# کبک گردن‌بندسفید
کبک گردن‌بندسفید (نام علمی: Arborophila gingica) نام یک گونه از سرده کبک‌های تپه است.